# María Grever
María Grever, född 14 september 1885 i León i Mexiko, död 15 december 1951 i New York, var en mexikansk kompositör, sångerska och pianist. Hon är mest känd för sången What A Difference A Day Makes (originaltitel: Cuando vuelva a tu lado) som Dinah Washington gjorde populär, men hennes sånger har också inspelats av artister som Plácido Domingo och Aretha Franklin.

## Biografi
María Grever föddes i León i Guanajuato i centrala Mexiko som María Joaquina de la Portilla Torres. Hennes far var från Sevilla i Spanien och modern mexikanska. Efter en tidig uppväxt i Mexico City flyttade hon till Sevilla 1891 och utbildade sig i musik i Frankrike med bland andra Claude Debussy och Franz Lenhard som lärare. År 1900 flyttade hon tillbaka till Mexiko och fortsatte sina studier. Hon gifte sig 1907 med amerikanen Leo A. Grever, som arbetade inom oljeindustrin, och blev amerikansk medborgare 1916. Hon bosatte sig i New York och skrev filmmusik för Paramount Pictures och 20th Century Fox. Hon framträdde gärna inför publik och turnerade i Sydamerika och Europa på 1920-talet med sina sånger.
María Grever, som sades ha absolut gehör, uppskattas ha komponerat uppemot 500 melodier.

## Eftermäle
María Grever liv skildrades i filmen Cuando me vaya från 1954.
Google hedrade María Grever den 11 februari 2021 med en Google Doodle.